# Pallavolo ai Giochi della XXVI Olimpiade - Torneo femminile
Il IX campionato femminile di pallavolo ai Giochi olimpici si è svolto dal 20 luglio al 3 agosto 1996 ad Atlanta, negli Stati Uniti, durante i Giochi della XXVI Olimpiade. Al torneo hanno partecipato 12 squadre nazionali e la vittoria finale è andata per la seconda volta consecutiva a Cuba.

## Qualificazioni
Al campionato olimpico hanno partecipato la nazionale del paese ospitante, le prime tre squadre classificate nel corso della Coppa del Mondo 1995, la prima classificata di ogni torneo di qualificazione continentale e le prime tre classificate al torneo di qualificazione mondiale.

## Gironi
| Girone A                                                    | Girone B                                 |
| ----------------------------------------------------------- | ---------------------------------------- |
| Cina Corea del Sud Giappone Paesi Bassi Stati Uniti Ucraina | Brasile Canada Cuba Germania Perù Russia |

## Fase finale

### Finali 1º e 3º posto
|  | Quarti        | Quarti  |      |         | Semifinale         | Semifinale         |  |  | Finale 1º/2º posto | Finale 1º/2º posto |
|  |               |         |      |         |                    |                    |  |  |                    |                    |
|  |               |         |      |         |                    |                    |  |  |                    |                    |
|  |               |         |      |         |                    |                    |  |  |                    |                    |
|  | Cina          | 3       |      |         |                    |                    |  |  |                    |                    |
|  | Cina          | 3       |      |         |                    |                    |  |  |                    |                    |
|  | Germania      | 0       |      |         |                    |                    |  |  |                    |                    |
|  | Germania      | 0       | Cina | 3       |                    |                    |  |  |                    |                    |
|  |               |         | Cina | 3       |                    |                    |  |  |                    |                    |
|  |               | Russia  | 1    |         |                    |                    |  |  |                    |                    |
|  | Paesi Bassi   | Russia  | 1    | 1       |                    |                    |  |  |                    |                    |
|  | Paesi Bassi   |         |      | 1       |                    |                    |  |  |                    |                    |
|  | Russia        | 3       |      |         |                    |                    |  |  |                    |                    |
|  | Russia        | 3       | Cina | 1       |                    |                    |  |  |                    |                    |
|  |               |         | Cina | 1       |                    |                    |  |  |                    |                    |
|  |               | Cuba    | 3    |         |                    |                    |  |  |                    |                    |
|  | Stati Uniti   | Cuba    | 3    | 0       |                    |                    |  |  |                    |                    |
|  | Stati Uniti   |         |      | 0       |                    |                    |  |  |                    |                    |
|  | Cuba          | 3       |      |         |                    |                    |  |  |                    |                    |
|  | Cuba          | 3       | Cuba | 3       | Finale 3º/4º posto | Finale 3º/4º posto |  |  |                    |                    |
|  |               |         | Cuba | 3       | Finale 3º/4º posto | Finale 3º/4º posto |  |  |                    |                    |
|  |               | Brasile | 2    |         |                    |                    |  |  |                    |                    |
|  | Corea del Sud | Brasile | 2    | 0       | Russia             | 2                  |  |  |                    |                    |
|  | Corea del Sud |         |      | 0       | Russia             | 2                  |  |  |                    |                    |
|  | Brasile       | 3       |      | Brasile | 3                  |                    |  |  |                    |                    |
|  | Brasile       | 3       |      |         | 3                  |                    |  |  |                    |                    |
|  |               |         |      |         |                    |                    |  |  |                    |                    |
|  |               |         |      |         |                    |                    |  |  |                    |                    |

### Finali 5º e 7º posto
|  | Semifinali    | Semifinali    | Semifinali    |               |             | Finale 5º/6º posto | Finale 5º/6º posto | Finale 5º/6º posto |  |
|  |               |               |               |               |             |                    |                    |                    |  |
|  | Germania      | Germania      | 2             |               |             |                    |                    |                    |  |
|  | Germania      | Germania      | 2             |               |             |                    |                    |                    |  |
|  | Paesi Bassi   | Paesi Bassi   | 3             |               |             |                    |                    |                    |  |
|  | Paesi Bassi   | Paesi Bassi   | 3             |               | Paesi Bassi | Paesi Bassi        | 3                  |                    |  |
|  |               |               |               |               | Paesi Bassi | Paesi Bassi        | 3                  |                    |  |
|  |               |               | Corea del Sud | Corea del Sud | 0           |                    |                    |                    |  |
|  | Stati Uniti   | Stati Uniti   | Corea del Sud | Corea del Sud | 0           | 0                  |                    |                    |  |
|  | Stati Uniti   | Stati Uniti   |               |               |             | 0                  |                    |                    |  |
|  | Corea del Sud | Corea del Sud | 3             |               |             | Finale 7º/8º posto | Finale 7º/8º posto | Finale 7º/8º posto |  |
|  | Corea del Sud | Corea del Sud | 3             |               |             |                    |                    |                    |  |
|  |               |               |               |               |             |                    |                    |                    |  |
|  |               |               |               |               |             | Germania           | Germania           | 1                  |  |
|  |               |               |               |               |             | Germania           | Germania           | 1                  |  |
|  |               |               |               |               |             | Stati Uniti        | Stati Uniti        | 3                  |  |

## Podio

### Campione
Formazione: Agüero, Bell, Carvajal, Costa, Fernández, Francia, Gato, Izquierdo, Luis, O'Farril, Ruiz, Torres, CT: Jorge

### Secondo posto
Formazione: Cui, He, Lai, Li, Liu, Pan, Sun, Wang L., Wang Y., Wang Z., Wu, Zhu, CT: Lang

### Terzo posto
Formazione: Alvares, Barros, Bodziak, Caldeira, Connelly, Fu, Dias, Moser, Sanglard, de Souza, Suruagy, Venturini, CT: de Rezende

## Classifica finale
| Classifica | Squadre       |
| ---------- | ------------- |
|            | Cuba          |
|            | Cina          |
|            | Brasile       |
| 4          | Russia        |
| 5          | Paesi Bassi   |
| 6          | Corea del Sud |
| 7          | Stati Uniti   |
| 8          | Germania      |
| 9          | Canada        |
| 9          | Giappone      |
| 11         | Perù          |
| 11         | Ucraina       |